# متعدداوات الألوان
متعدداوات الألوان (الاسم العلمي: Poeciliinae) هي أسرة من الأسماك تتبع الفصيلة متعددات الألوان من رتبة بطحيشيات الشكل.

## أجناس البكيللاوات
- المولي
  - المولي